# Acanthaxius polychaetes
Acanthaxius polychaetes är en kräftdjursart som beskrevs av Sakai 1994. Acanthaxius polychaetes ingår i släktet Acanthaxius och familjen Axiidae. Inga underarter finns listade i Catalogue of Life.